# Resolutie 370 Veiligheidsraad Verenigde Naties
Resolutie 370 van de Veiligheidsraad van de Verenigde Naties werd aangenomen op
13 juni 1975 met veertien stemmen tegen geen. De Volksrepubliek China nam niet deel aan deze stemming.

## Achtergrond
In 1964 stationeerden de VN een vredesmacht op Cyprus nadat op het eiland geweld was uitgebroken tussen de Griekse- en Turkse bevolkingsgroep.

## Inhoud
De Veiligheidsraad:
- Maakt op uit het rapport van de Secretaris-Generaal dat de aanwezigheid van de VN-vredesmacht in Cyprus nodig blijft.
- Maakt er ook de omstandigheden op het eiland uit op.
- Merkt het standpunt op dat de onderhandelingen in Wenen moeten worden voortgezet en indien mogelijk versneld en dat het succes ervan afhangt van de vastberadenheid, begrip en bereidheid van alle partijen.
- Merkt ook op dat de partijen ermee instemmen dat de Veiligheidsraad de VN-vredesmacht met zes maanden verlengt.
- Merkt op dat de Cypriotische overheid de mening deelt dat het gezien de omstandigheden nodig is de vredesmacht na 15 juni ter plaatse te houden.

1. Herbevestigt resolutie 186 en de daaropvolgende resoluties.
2. Herbevestigt nogmaals resolutie 365.
3. Dringt erop aan dat de betrokken partijen omzichtig handelen en samenwerken om de doelstellingen van de Veiligheidsraad te halen.
4. Verlengd de VN-vredesmacht in Cyprus wederom tot 15 december 1975.
5. Doet nogmaals een oproep aan alle betrokken partijen om voluit samen te werken met de vredesmacht.
6. Vraagt de Secretaris-Generaal zijn missie voort te zetten, een tussenrapport tegen 15 september en een eindrapport tegen 15 december.

## Verwante resoluties
- Resolutie 365 Veiligheidsraad Verenigde Naties
- Resolutie 367 Veiligheidsraad Verenigde Naties
- Resolutie 383 Veiligheidsraad Verenigde Naties
- Resolutie 391 Veiligheidsraad Verenigde Naties

Lijst ·  367 ·  368 ·  369 ·  370 ·  371 ·  372 ·  373 ·  374 ·  375 ·  376 ·  377 ·  378 ·  379 ·  380 ·  381 ·  382 ·  383 ·  384